# Zločini komunizma u Hrvatskoj
Zločini komunizma u Hrvatskoj, hrvatski dokumentarni serijal iz 2013. godine. Nastanak serijala omogućili su sudionici znanstvenog skupa u organizaciji Matice hrvatske Represija i zločini komunističkog režima u Hrvatskoj održanog 2011. godine, uz pomoć svojih kolega povjesničara. Među sugovornicima su znanstvenici iz Francuske, SAD, Slovenije, Austrije, Rusije. Od hrvatskih znanstvenika tu su Ivo Banac, Joško Pavković, Zlatko Begonja, VladimirGeiger, Igor Zidić, Zorislav Lukić, Jure Vujić, Dražen Živić, Marino Manin, Ljubomir Antić, Dražen Budiša, Neven Šimac, Ante Stamać, Ivan Miklenić, Ivica Lučić i Mato Artuković, zatim Louise L. Lambrichs i dr. Snimljen je u proizvodnji HTV-a.

## Radnja
Film se bavi jugokomunističkim zločinima u Hrvatskoj. Progovara o mračnoj strani jugoslavenskog komunističkog sustava. HRT je na prvom prikazivanju od 17. ožujka uzastopna tri dana prikazala tri epizode. Cenzuru 4. epizode otkrio je narod.hr, nakon što epizoda nije najavljena ni u programu, niti u priopćenju poslanom s HRT-a.
Naslovi nastavka:
1. Početak (46:55)
2. Čišćenje (45:10)
3. Demonokracija (50:59)
4. Tito zauvijek (50:57)